# Shangri-La (película)
Shangri-La (en japonés: 金融破滅ニッポン 桃源郷の人々, Kin'yū hametsu Nippon: Tōgenkyō no hito-bito?) es una película de comedia japonesa de 2002 dirigida por Takashi Miike. Está basada en la novela autobiográfica “Tōgenkyō no hito-bito” de Yūji Aoki.

## Argumento
El rico empresario Korijima, que posee una cadena de supermercados de Osaka, se declara en quiebra, dejando un impago de 10 millones de yenes a la imprenta de Shosuke Umemoto, el cual, consulta con su abogado, quien le dice que se declare en bancarrota. Umemoto prefiere morir antes que hacer eso y planea suicidarse en su automóvil por intoxicación por monóxido de carbono, taponando el tubo de escape en un descampado. No muy lejos de ahí un grupo de vagabundos es atacado por una banda de chinpira. Uno de los vagabundos resulta herido y Umemoto lo lleva al hospital. Ahora Umemoto es aceptado en el campamento de chabolas y entabla una gran amistad con el alcalde (Sho Aikawa) y un escritor (Shiro Sano), los cuales, deciden ayudar a Umemoto para salvar su imprenta.

## Reparto
| Actor           | Papel       |
| --------------- | ----------- |
| Show Aikawa     | El alcalde  |
| Shirō Sano      | El diputado |
| Yu Tokui        | Umemoto     |
| Midoriko Kimura | Fusae       |
| Hoka Kinoshita  | Ume         |
| Kogan Ashiya    | Uehara      |
| Akaji Maro      | Korijima    |
| Shigeru Muroi   | Mari        |
| Takashi Ebata   | Matsui      |
| Yojin Hino      | Takeda      |
| Toshiki Ayata   | Etō         |
| Yuji Aoki       | Abogado     |

## Otros créditos
- Producido por: Tsuneo Ochi y Tsutomu Tsuchikawa.
- Planificación: Kazuhisa Kawaguchi y Ken Takeuchi.
- Productores: Motomu Tomita, Yoichi Arishige, Kazushi Miki y Shusaku Matsuoka.
- Director de producción: Katsuhiro Ogawa.
- Asistente de dirección: Bunmei Katô.
- Diseñador de producción (arte): Akira Ishige
- Grabación (sonido): Yoshiya Obara.
- Efectos de sonido: Kenji Shibasaki.
- Iluminación: Akira Ono.
- Cooperación en planificación y producción: Video planning.

## Lanzamiento
Shangri-La se estrenó el 3 de agosto de 2002 en el Sennichimae Kokusai Cinema y el 7 de septiembre de 2002 en los cines de Japón. 
Fue lanzada en VHS en Japón editado por Toei Company y distribuido por Daiei, pero no fue publicado en DVD. En 2008 se lanzó una edición en DVD en Italia por Dynit, en versión original con subtítulos en italiano.

## Recepción
En una reseña de Hadquarters 10, Matthew Kiernan escribió: «Miike es un director inteligente y en sus manos el material nunca resulta empalagoso o superficial. Tiene la cantidad justa de encanto y fantasía y las risas abundan. Cuando este tipo de cosas se hace bien (y se hace aquí), funciona y SHANGRI-LA realmente funciona. Esta es la única película de Takashi Miike que podrías mostrarle a tu abuela».
Panos Kotzathanasis en una reseña para Asian Movie Pulse, escribió: «Miike dirige una especie de cuento de hadas idealista, donde los pobres son amables y buenos y los ricos claramente malvados, en un aspecto que parece criticar duramente la importancia que la gente le da al dinero. “Shangri-La” es una película deliciosa y definitiva en la vasta filmografía de Miike, y una película que, en realidad, está dirigida a las familias».

## Manga
La historia de Shangri-La también fue adaptada a un manga de dos volúmenes realizados por el mismo Yûji Aoki y el ilustrador Ryo Sato, lanzados en 2003 y 2004 por la editorial Futabasha.